# إيمانويل كلوتي (ملاكم)
إيمانويل كلوتي (بالإنجليزية: Emmanuel Clottey)‏ مواليد 17 أبريل 1974 في غانا، هو ملاكم محترف غاني يصنف ضمن فئة وزن الوسط.

## إحصائيات
خاض خلال مسيرته 38 نزالا، فاز في 28 ولم يتعادل وخسر في 10. فاز بالضربة القاضية في 14 نزالا.

## روابط خارجية
- إيمانويل كلوتي على موقع بوكس ريك (الإنجليزية) (registration required)